# Хелина (Охајо)
Хелина (енгл. Helena) град је у америчкој савезној држави Охајо.

## Демографија
По попису из 2010. године број становника је 224, што је 12 (-5,1%) становника мање него 2000. године.
| Група             | 2000.       | 2010.       |
| Белци             | 221 (93,6%) | 216 (96,4%) |
| Афроамериканци    | 0 (0,0%)    | 0 (0,0%)    |
| Азијати           | 0 (0,0%)    | 0 (0,0%)    |
| Хиспаноамериканци | 15 (6,4%)   | 8 (3,6%)    |
| Укупно            | 236         | 224         |